# Законы Бруклина
«Законы Бруклина» (англ. Brooklyn Rules) — криминальная драма Майкла Корренте по сценарию Теренса Уинтера.

## Сюжет
Повествование ведётся от лица одного из трех главных героев, Майкла (Фредди Принц-мл.).
Действие фильма начинается в 1974 году, когда три друга — Майкл, Кармайн (Скотт Каан) и Бобби (Джерри Феррара), ещё мальчики, прогуливая занятия в католической школе, видят, как один из местных бандитов из "семьи" Гамбино, Цезарь Манганаро (Алек Болдуин), избивает человека. Цезарь пугает ребят, и двое из них убегают, но Кармайн, под впечатлением от увиденного, остается и знакомится с Цезарем.
К 1985 году практически ничего не изменилось: Бруклин всё ещё оставался достаточно криминальным районом, а ребята — друзьями. Однако они уже оканчивали школу и думали о своём будущем: Майкл хотел поступить в Колумбийский Университет на юриста, Бобби искал работу, а Кармайн связался с Цезарем. Кроме этого, парни пытаются наладить свою личную жизнь, для Кармайна это выливается в череду случайных встреч и знакомств, а Майкл с Бобом нашли себе постоянных спутниц: Эллен (Мина Сувари) и Эми (Моника Кина).
Однажды на вечеринке в клубе ребята становятся очевидцами драки, которую начал «шестёрка» из "семьи" Бонанно, Джино. Друзья не придали этому значения, однако зачинщик запомнил их. Спустя некоторое время, ужиная в кафе со своими девушками, ребята снова натыкаются на этого парня и уже сами ввязываются в драку. Помимо шрама, Майкл получает и моральный удар: его бросает девушка, слишком уж отличаются их представления о жизни. Наконец, Майкл стал бояться за свою жизнь, так как Джино — настоящий псих.
Помощь приходит от Кармайна, который уговаривает Цезаря поговорить со "старшими" Джино и уладить дело. Казалось, жизнь начинает налаживаться: Майкл снова встречается с Эллен, а Бобби делает предложение Эми, на что последняя отвечает согласием. Однако, счастье длилось недолго. Начавшаяся война между кланами после смерти босса "семьи" Гамбино Пола Кастеллано приводит к гибели Цезаря. Джино, чувствуя безнаказанность и движимый чувством мести, начинает выслеживать Майкла. После одной вечеринки Бобби и Майкл хотят поехать домой. Сначала за руль садится Бобби, и это запоминает Джино; но из-за алкогольного опьянения Бобби не в состоянии вести автомобиль, и они с Майклом меняются местами. Как только они останавливаются, к их машине подбегает Джино и выпускает в пассажира — им должен был быть Майкл — несколько пуль. От полученных ранений Бобби погибает.
Кармайн и Майкл решают отомстить за смерть друга. С помощью своих криминальных связей Кармайн получает информацию о местонахождении Джино и убивает его при участии Майкла. После этого случая друзья разъезжаются, но продолжают поддерживать связь друг с другом. Эллен остается с Майклом и рожает ему дочь, а Кармайн наконец находит свою спутницу жизни и женится.

## В ролях
| Актёр                | Роль             |
| -------------------- | ---------------- |
| Фредди Принц-младший | Майкл Тёрнер Мл. |
| Скотт Каан           | Кармайн Манкузо  |
| Джерри Феррара       | Бобби Кансоне́ри  |
| Алек Болдуин         | Цезарь Манганаро |
| Мина Сувари          | Эллен            |
| Моника Кина          | Эми              |

## Прокат
«Правила Бруклина» вышли в ограниченный прокат в США 18 мая 2007 года. Показ всего на 16 экранах, а также достаточно жёсткий рейтинг R отразились на кассовых сборах: при бюджете в 8 миллионов долларов фильм собрал лишь около 400 тысяч.

## Критика
Картина была относительно холодно встречена критиками. В качестве основных недостатков фильма обычно упоминаются многочисленные клише и практически прямое копирование других фильмов о криминале и мафии, таких, как «Злые улицы» и «Славные парни» Мартина Скорсезе. На агрегаторе рецензий Rotten Tomatoes рейтинг одобрения составляет 45 % на основе 40 обзоров со средней оценкой 5,4 из 10. Критический консенсус сайта гласит: «Идея уже устарела, но сильное выступление Алека Болдуина и актеров второго плана — достаточная причина для просмотра».

## Саундтрек
Саундтрек не издавался отдельным диском. Список композиций, указанных в титрах:
- Sympathy For The Devil — Rolling Stones
- Walk Of Life — Dire Straits
- You Spin Me Round (Like A Record) — Dead Or Alive
- You Dropped A Bomb On Me — The Gap Band
- Dancing With Myself — Billy Idol
- Karma Chameleon — Culture Club
- Everyday I Write The Book — Элвис Костелло и The Attractions
- I Ran (So Far Away) — A Flock of Seagulls
- New York, New York
- Let It Whip — Dazz Band
- Don’t Go — Yaz
- Knockin' On Heaven’s Door — Билл Ортиc, Нина Гербер и Дебора Чарлз
- Club Ex
- Makani’s Operetta — Desperation Hill Brass Band
- Swing Your Thing — Desperation Hill Brass Band
- It’s News If I Say So

## Интересные факты
- Дорожные знаки имеют современный вид, они зеленого цвета. Однако действие фильма происходит в 1985 году, когда каждый из пяти районов Нью-Йорка имел свою окраску дорожных знаков — в частности, в Бруклине знаки имели белые надписи на чёрном фоне.